# Zbór Kościoła Bożego w Chrystusie w Olecku
Zbór Kościoła Bożego w Chrystusie w Olecku – zbór ewangeliczny o charakterze zielonoświątkowym, mający siedzibę w Olecku przy ul. Armii Krajowej 18. Należy do Kościoła Bożego w Chrystusie.

## Historia
Utworzenie zboru Kościoła Bożego w Chrystusie w Olecku związane było z prowadzeniem  działalności ewangelizacyjnej na terenie miasta w latach 80. XX wieku przez Ryszarda Andruszkiewicza, ucznia założyciela tego związku wyznaniowego, Bolesława Dawidowa. W ciągu kilku lat kilkanaście osób doświadczyło tu nowonarodzenia i Chrztu Duchu Świętym. Do rejestracji samego zboru, jak i działającego dotychczas z powodów politycznych nieoficjalnie Kościoła Bożego w Chrystusie doszło 27 lutego 1988. Zbór w Olecku stanowił wtedy jedną z czterech wspólnot założycielskich tego Kościoła.
Stanowisko pastora nowego zboru objął Włodzimierz Mitin. Wspólnota początkowo zmagała się z trudnościami lokalowymi. Staraniem pastora zboru w 1990 zakupiono budynek przy ul. Armii Krajowej 18, który stał się własną siedzibą wspólnoty. Od 1990 pełniącym obowiązki pastora został Leszek Smokowski, który zaangażowany był w pracę ewangelizacyjną. Nowym pastorem zboru został w 1993 Ryszard Andruszkiewicz.

## Działalność
Zbór prowadzi cotygodniowe nabożeństwa niedzielne, jak również spotkania modlitewne oraz nauczania.
Utrzymuje kontakty ze wspólnotami innych denominacji ewangelikalnych, jak Kościół Chrześcijan Baptystów, czy Kościół Zielonoświątkowy (I Zbór Kościoła Zielonoświątkowego w Białymstoku). Współpracuje również z Fundacją „Głos Ewangelii”.